# Acidosis tubular renal
La acidosis tubular renal  son un grupo de enfermedades que provocan acidosis metabólica como resultado de un fallo en el túbulo renal que afecta a la reabsorción de bicarbonato o a la secreción de iones hidrógeno. El trastorno puede ser de origen congénito (presente desde el momento del nacimiento) o adquirido en la edad adulta. Puede constituir una manifestación única o asociarse a otros síntomas como ocurre en el Síndrome de Fanconi. Se distingue varios subtipos de la enfermedad, el tipo 1 o acidosis tubular renal distal que afecta a la secreción distal de iones hidrógeno, la acidosis tubular renal proximal o tipo 2 afecta a la reabsorción proximal de bicarbonato y la tipo 4 que se asocia a aumento de potasio en sangre (hiperpotasemia), la antiguamente denominada tipo 3 ha desaparecido de la terminología médica por no considerarse una entidad independiente.

## Tipos
Resumen de las principales características de los 3 subtipos de acidosis tubular renal aceptados.
| Tipos          | Tipo 1                        | Tipo 2                                                                        | Tipo 4                                                                                                |
| -------------- | ----------------------------- | ----------------------------------------------------------------------------- | --- |
| Localización   | Túbulos colectores (distales) | Tubulos proximales                                                            | Adrenal                                                                                               |
| Acidemia       | Si (grave)                    | Si                                                                            | Leve                                                                                                  |
| Potasio        | Hipopotasemia                 | Hipopotasemia                                                                 | Hiperpotasemia                                                                                        |
| Fisiopatología | Defecto en la secreción de H+ | Defecto en las células del túbulo proximal que impide la reabsorción de HCO3- | Deficiencia de aldosterona o resistencia a su acción (hipoaldosteronismo o pseudohipoaldosteronismo). |